# Sint-Rochuskapel (Klein Haasdal)

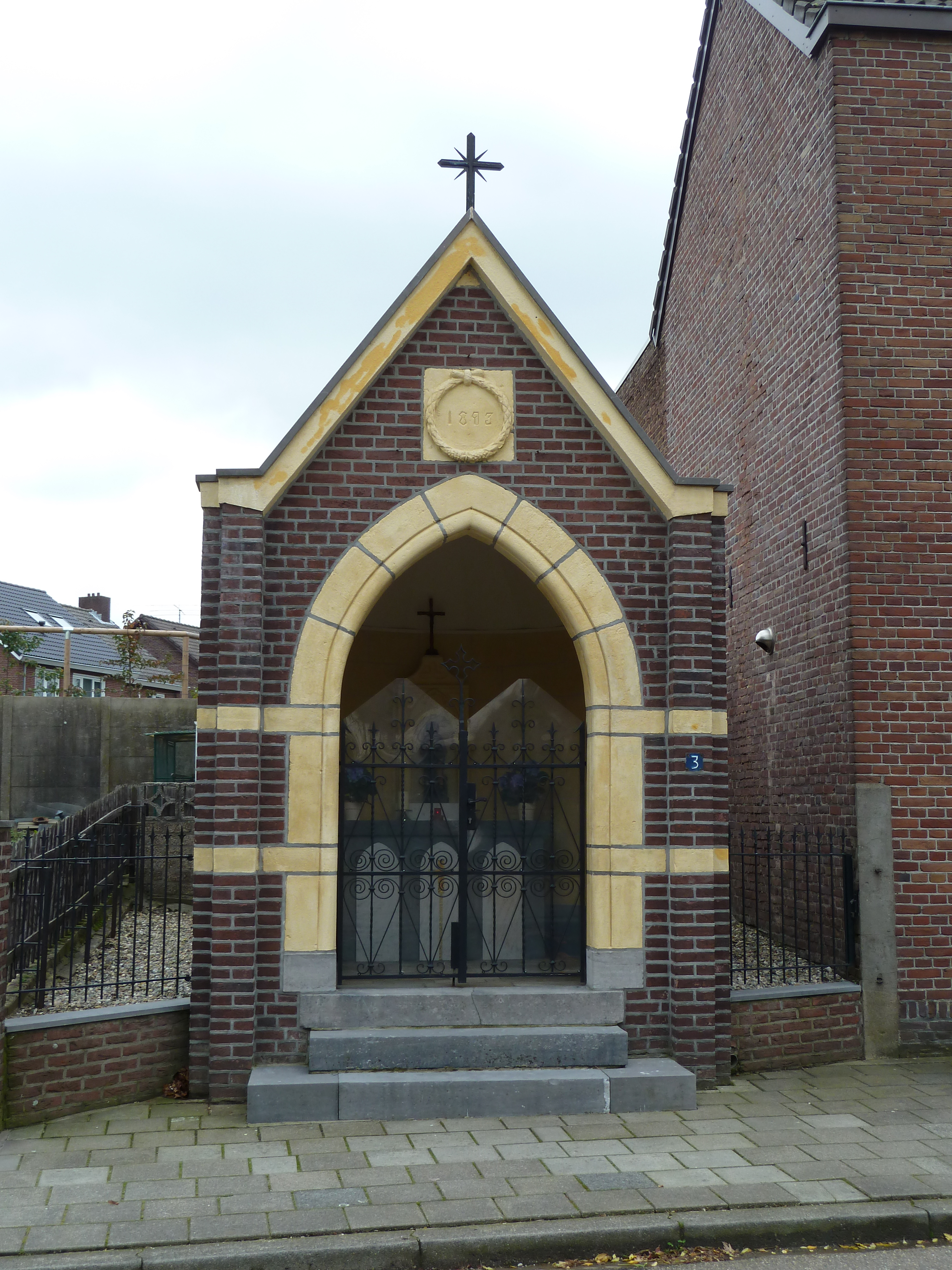
De Sint-Rochuskapel

De Mariakapel is een kapel in Klein Haasdal bij Schimmert in de Nederlands Zuid-Limburgse gemeente Beekdaelen. De kapel staat aan de Klein-Haasdal 3 aan de noordoostelijke rand van de plaats, op ongeveer 50 meter van de rotonde van Schimmert. Op ongeveer een kilometer naar het zuidwesten staat aan het andere uiteinde van Klein Haasdal de Mariakapel.
De kapel is gewijd aan Maria.

## Geschiedenis
In de periode 1685-1697 werd er in de Hoofdbank Klimmen een melding gemaakt van een St. Rochus capelke.
In 1893 werd de kapel gebouwd aan de Bekerbaan.
In 1934 verplaatste men de kapel van de Bekerbaan naar de straat Klein-Haasdal. De Jonkheid van Klein Haasdal bracht het geld bijeen om de kosten van deze verplaatsing van 100 gulden te betalen.
In 1976 knapte men de kapel op.
Ergens tussen 2006 en 2018 werd de kapel aan de binnenzijde bekleed met mergelsteen.

## Bouwwerk
De bakstenen wegkapel heeft een ronde koorsluiting en wordt gedekt door een zadeldak met leien. De beide zijgevels hebben elk een spitsboogvenster met in glas-in-lood een tafereel van Sint-Rochus, waarbij de bogen vanaf de aanzetstenen uitgevoerd zijn in mergelsteen. De frontgevel is een topgevel met schouderstukken die bekroond wordt met een metalen kruis. Onder de top van de frontgevel is een gevelsteen ingemetseld waarin het jaartal 1813 is aangebracht omgeven door het reliëf van een lauwerkrans. De frontgevel bevat twee speklagen in mergelsteen die in de steunberen doorlopen en een spitsboogvormige toegang waarbij de boog ook in mergelsteen uitgevoerd is. De toegang tot de kapel wordt afgesloten door een smeedijzeren hek.
Van binnen is de kapel bekleed in mergelsteen en tegen de achterwand is een massief gemetseld altaar geplaatst. Tegen de achterwand is op het altaar een gotische nis geplaatst die getopt wordt door een kruis. In de nis staat een gepolychromeerd beeldje van de heilige Rochus die de heilige weergeeft als pelgrim.